# Pijpbeen

Opperarmbeen: typisch voorbeeld van een pijpbeen

Pijpbeenderen zijn botten die pijpvormig zijn. De naam beschrijft dus uitsluitend de vorm van het bot, niet de plaats of de functie.
De buisvorm is qua constructie een zeer sterke vorm, omdat hij bij een relatief laag gewicht grote krachten kan weerstaan.
Pijpbeenderen bestaan aan de buitenzijde uit compact bot, de binnenzijde is meestal deels - vooral aan de uiteinden waar de krachten het grootst zijn - gevuld met spongieus bot. Pijpbeenderen zijn bij zoogdieren doorgaans gevuld met beenmerg, dat niets bijdraagt aan de constructiesterkte maar een geheel andere functie heeft en 'toevallig' in de botten zit. Bij vogels zijn pijpbeenderen gevuld met lucht, ten behoeve van gewichtsbesparing.
Voorbeelden van pijpbeenderen bij de mens zijn: dijbeen, opperarmbeen en vingerkootjes.
schedel · wervelkolom · borstkas · borstbeen · schoudergordel · arm · bekkengordel · been

bot · gewricht · botten van de mens